# Galdo (Campagna)
Galdo is een plaats (frazione) in de Italiaanse gemeente Campagna (SA).